# Cayo Aurelio Cota (cónsul 200 a. C.)
Cayo Aurelio Cota  político romano. Fue pretor urbano en el año 202 a. C., y cónsul en 200 a. C., con P. Sulpicio Galba. 
Obtuvo Italia como su provincia, y con ella el mando de la guerra contra los boios, ínsubros y cenómanos, que, bajo el mando de Amílcar, un oficial cartaginés, venido a Italia con Magón y quedado allí, había invadido el dominio romano. Sin embargo, el pretor Lucio Furio Purpúreo, tuvo el mérito de rechazar a los enemigos, y Cota, que estaba indignado por los laureles que le habían sido arrebatados, se ocupó principalmente de saquear y causar estragos en el país del enemigo, y obtuvo más botín que gloria, mientras que el pretor Furio fue honrado con un triunfo.